# جورجو وانزتا
جورجو وانزتا (ایتالیایی: Giorgio Vanzetta؛ زادهٔ ۹ اکتبر ۱۹۵۹) اسکی‌باز صحرانوردی اهل ایتالیا بود.